# Tyringham
Tyringham est un village du Buckinghamshire, en Angleterre.